# Античність

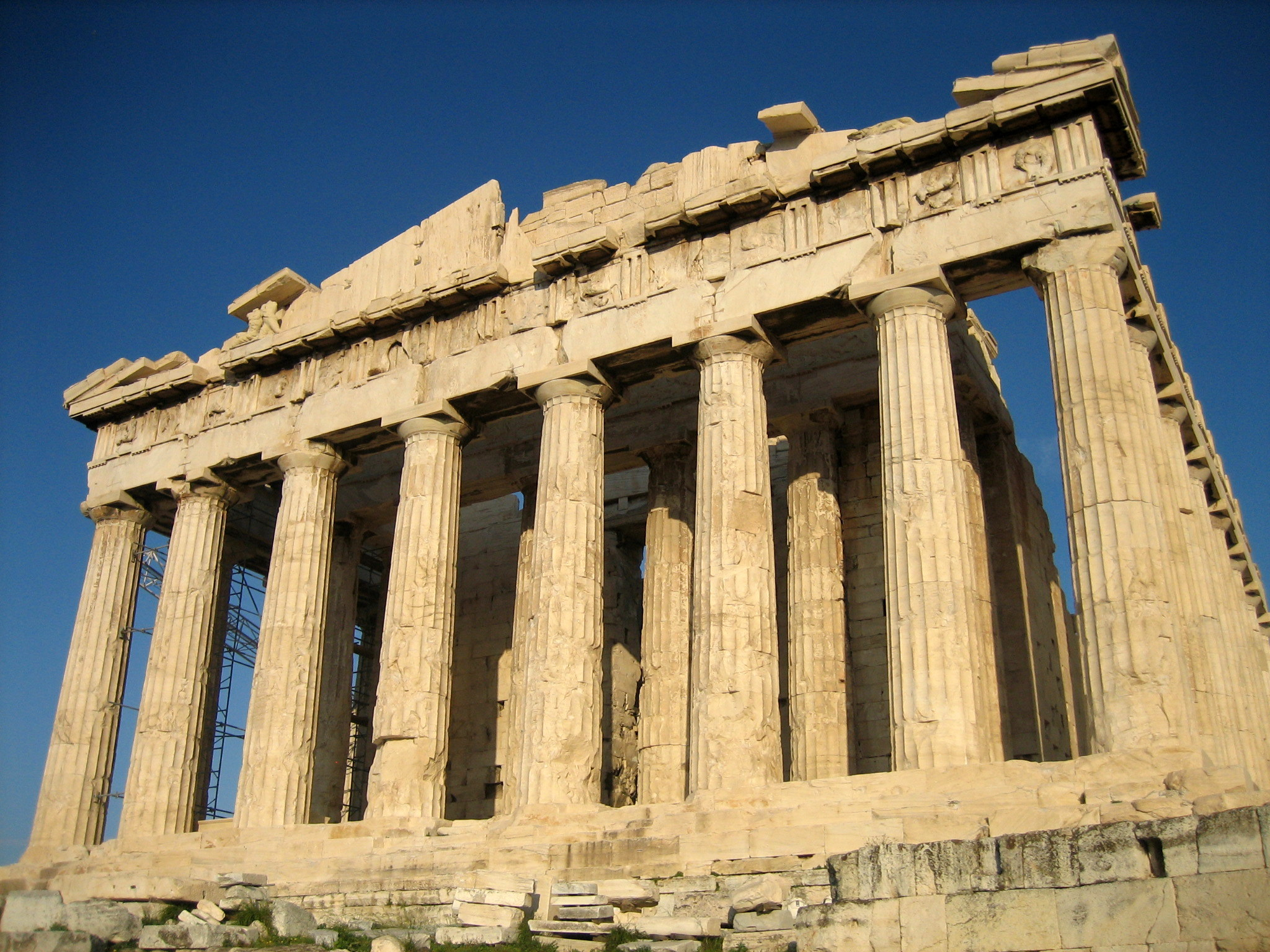
Парфенон — один з найбільш знакових символів класичної епохи у давньогрецькій культурі. Афіни, Греція

Ант́ичність (від лат. antiquus, також Класична епоха) — період історії від 800 року до н. е. до 600 року н. е. у регіоні Середземного моря.

## Етимологія
Слово «античний» походить від латинського слова «давній».
Античним світом вчені називають групу рабовласницьких держав (тобто таких, значну частину продуктивних сил яких складали раби). Це — перш за все міста-держави, що були створені грецькими племенами, а ще Рим, союз рабовласницьких держав Італії — країни, що склалися у I тисячолітті до нашої ери на узбережжі Середземного моря.

## Загальна періодизація
- Рання античність (VIII ст. до н. е. — V ст. до н. е.) — зародження Грецької держави;
- Класична античність (I ст. до н. е. — II ст. н. е.) — час єдності греко-римської цивілізації;
- Пізня античність (III–VI ст. н. е.) — розпад Римської імперії. Розпад Західної Римської імперії ознаменував собою початок нової епохи — середньовіччя.

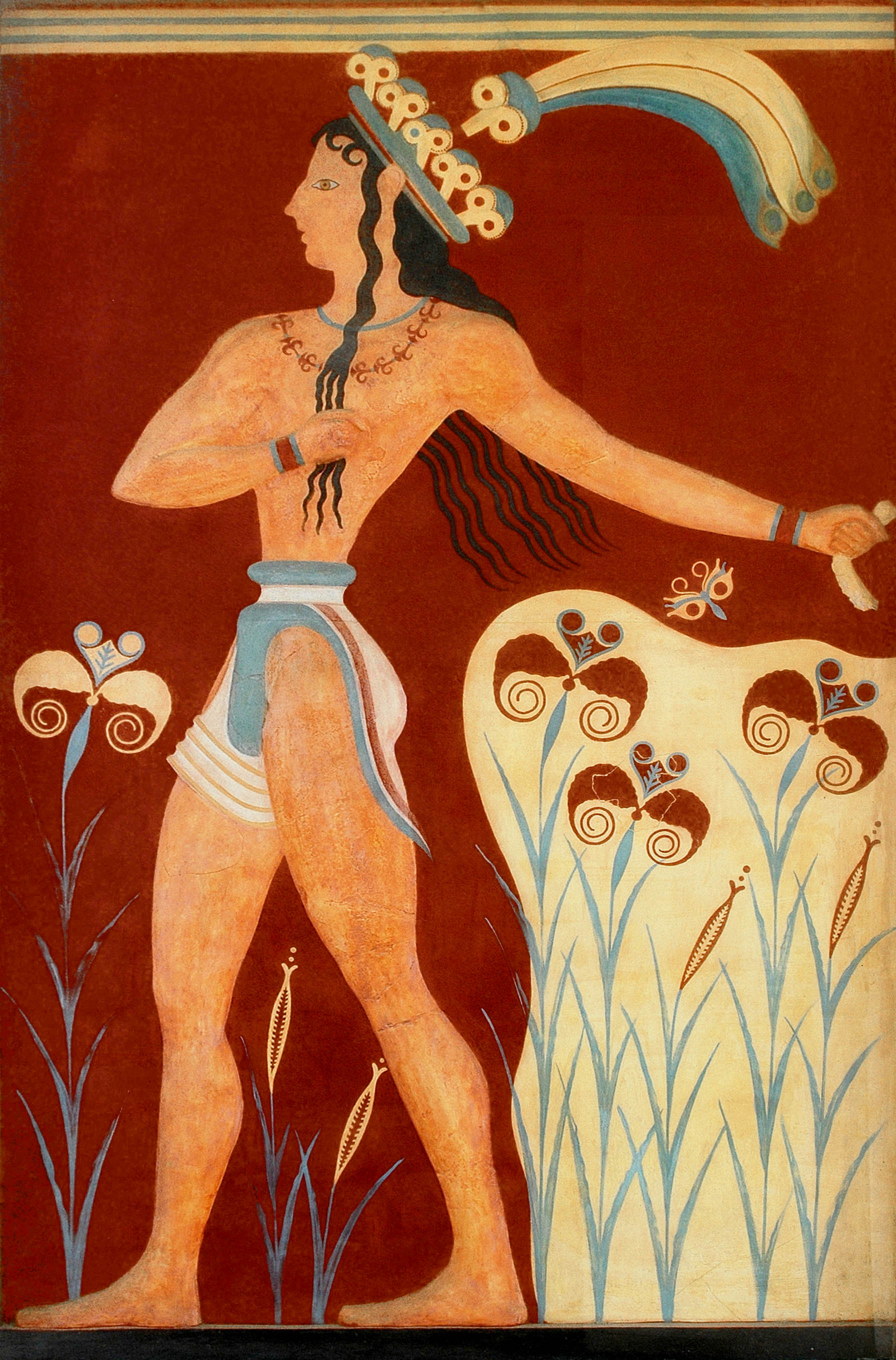

Часові періоди можуть дещо змінюватись в геополітичному контексті. Так, розквіт цивілізації в Стародавній Греції був відзначений раніше, ніж в Римській імперії. Точна подія, яка ознаменувала перехід Римської республіки до Римської імперії, є предметом інтерпретації. Історики запропонували декілька дат початку класичної епохи: призначення Юлія Цезаря як вічного диктатора (44 до н.е.), дату великої морської битви при Акції (2 вересня 31 р. н.е.), а римський сенат «s грант Октавіан » надзвичайних повноважень у рамках першого поселення (16 січня, 27 е.), як кандидатів на визначальну ключову подію.
Крім того, антична цивілізація у Візантійській імперії зародилася раніше і згасла пізніше, ніж у західній частині, де її устрій зруйнували германці, які вторглися на територію імперії. Проте антична культурна спадщина досить добре збереглася у побуті, культурі, мові і традиціях більшості сучасних романських народів, а від них передалося й іншим народам Середземномор'я (південні слов'яни, араби, турки, бербери, євреї).
Необхідно відзначити і те, що багато елементів класичної античності (традиції, закони, звичаї тощо) добре зберігалися в малоазіатському ядрі Східної Римської (Візантійської) імперії до XI століття, до пришестя турків-сельджуків.

### Архаїчний період (прибл. VIII–VI ст. до н.е.)
Найраніший період класичної античності припадає на час поступового відновлення історичних джерел після колапсу пізньої бронзової доби. VIII та VII століття до н.е. все ще залишаються переважно протоісторичними, при цьому найдавніші грецькі алфавітні написи з'являються в першій половині VIII століття до н.е. Вважається, що легендарний поет Гомер жив у VIII або VII столітті до н.е., і його життя часто розглядається як початок класичної античності. До того ж періоду належить традиційна дата заснування Давніх Олімпійських ігор, у 776 році до н.е.

#### Фінікійці, карфагеняни та ассирійці

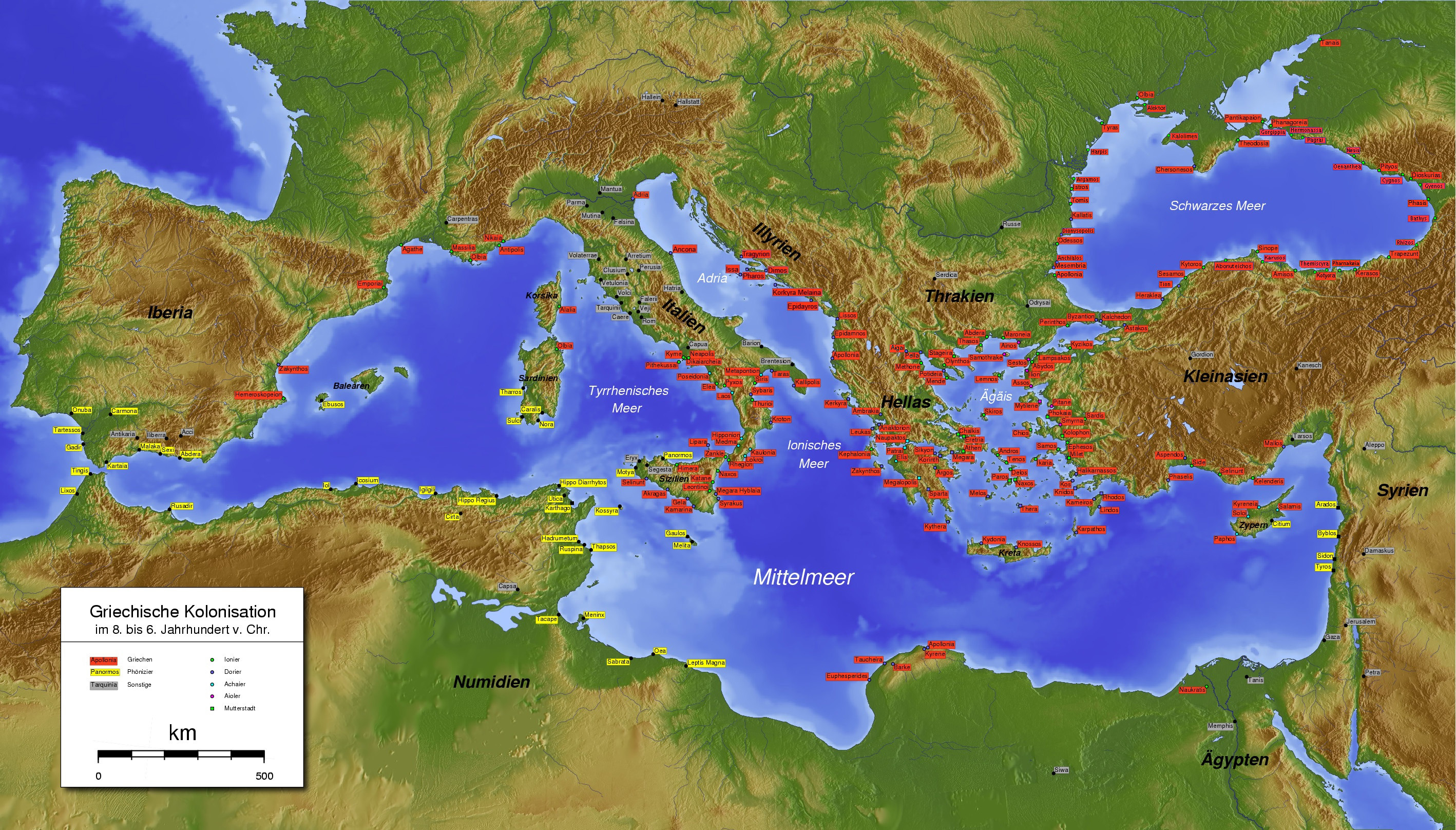
Карта фінікійських (жовтим) та грецьких колоній (червоним) приблизно VIII–VI століття до н.е.

Фінікійці спочатку розширювалися з портів у Ханаані, до VIII століття до н.е. домінуючи в торгівлі у Середземномор'ї. Карфаген був заснований у 814 році до н.е., і карфагеняни до 700 року до н.е. створили опорні пункти в Сицилії, Італії та Сардинії, що створило конфлікт інтересів з Етрурією. Стела, знайдена в Кітіоні, Кіпрі, відзначає перемогу царя Саргона II у 709 році до н.е. над сімома царями острова, що стало важливою частиною передачі Кіпру від тірського правління до Новоассирійської імперії.

#### Греція
Архаїчний період настав після темних віків Греції і був позначений значними досягненнями в політичній теорії та зародженням демократії, філософії, театру, поезії, а також відродженням писемної мови (яка була втрачена протягом Темних віків).
У гончарстві архаїчний період бачить розвиток орієнталізуючого стилю, який сигналізує про перехід від геометричного стилю пізніх Темних віків та накопичення впливів, отриманих з Єгипту, Фінікії та Сирії.
Стилі кераміки, пов'язані з пізнішою частиною архаїчної доби, — це чорнофігурний вазопис, який виник у Коринфі протягом VII століття до н.е., та його наступник, червонофігурний стиль, розроблений Андокідом близько 530 року до н.е.

#### Залізний вік Італії

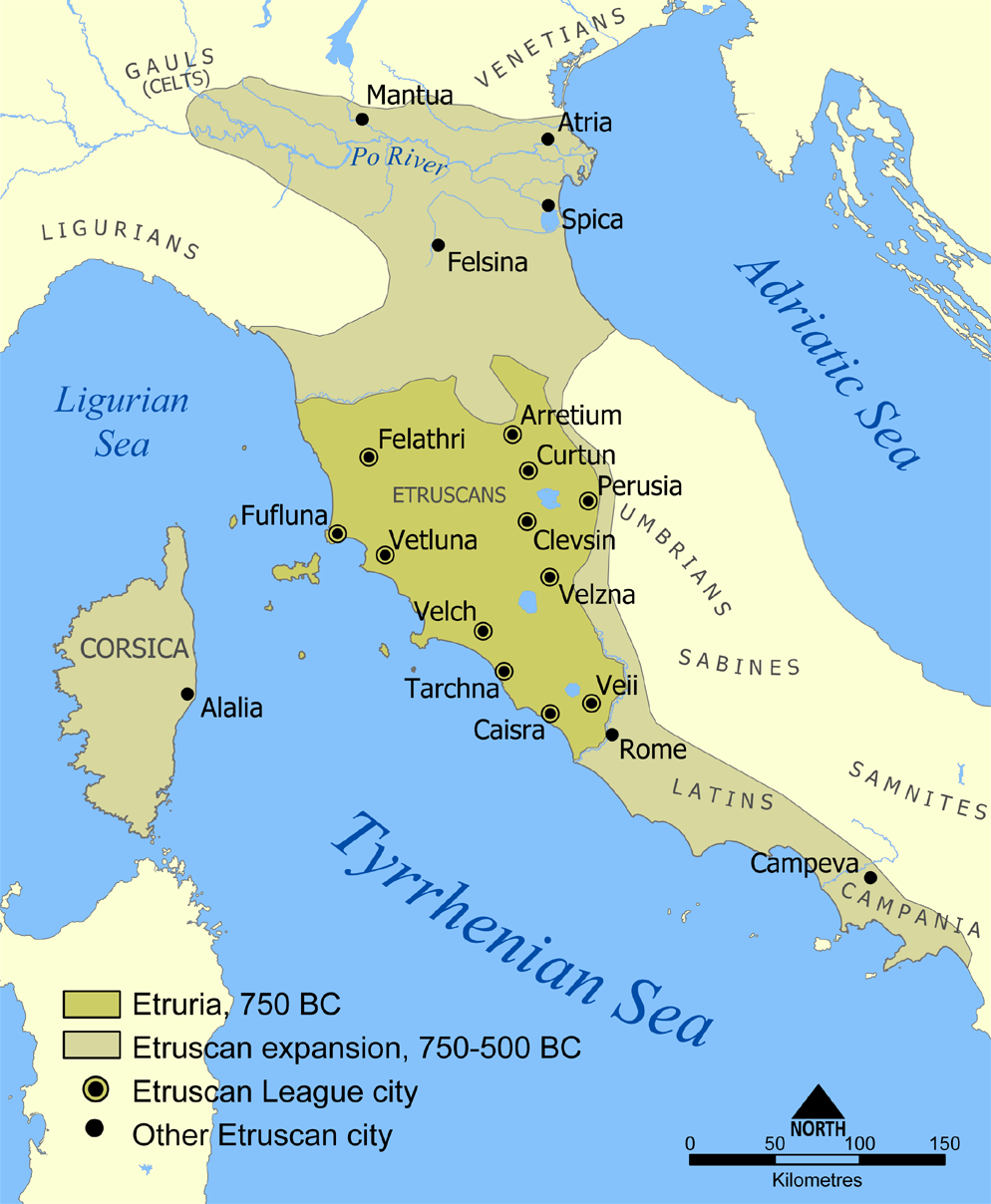
Етруська цивілізація на півночі Італії, 800 рік до н.е.

Етруски встановили політичний контроль у регіоні до кінця VII століття до н.е., формуючи аристократичну та монархічну еліту. Етруски, очевидно, втратили владу в регіоні до кінця VI століття до н.е., і в цей час італійські племена переосмислили своє правління, створивши республіки з більшими обмеженнями на можливості окремих правителів здійснювати владу.

#### Римське царство
За легендою, Рим був заснований 21 квітня 753 року до н.е. близнюками-нащадками троянського принца Енея, Ромулом і Ремом. Оскільки місту бракувало жінок, легенда говорить, що латиняни запросили сабінян на фестиваль і викрали їхніх неодружених жінок, що призвело до інтеграції латинян і сабінян.
Археологічні докази справді показують перші сліди поселення на Римському форумі в середині VIII століття до н.е., хоча поселення на Палатинському пагорбі можуть датуватися X століттям до н.е.
За легендою, сьомим і останнім царем Риму був Тарквіній Гордий. Як син Тарквінія Пріска і зять Сервія Туллія, Гордий був етруського походження. Саме під час його правління етруски досягли вершини своєї могутності. Гордий видалив і знищив усі сабінські святилища та вівтарі з Тарпейської скелі, розгнівавши народ Риму. Люди почали виступати проти його правління, коли він не визнав зґвалтування Лукреції, римської патриціанки, його власним сином. Родич Лукреції, Луцій Юній Брут (предок Марка Брута), скликав Сенат і домігся вигнання Гордого та монархії з Риму в 510 році до н.е. Після вигнання Гордого, Сенат у 509 році до н.е. проголосував за те, щоб більше ніколи не допускати правління царя, і реформував Рим у республіканський уряд.

## Періодизація античності і протоантичності
Історію давньої Греції прийнято ділити на 5 періодів, які є одночасно і культурними епохами:
- Егейський або крито-мікенський (III–II тис. до н. е.);
- Гомерівський (XI–IX ст. до н. е.);
- Архаїчний (VIII–VI ст. до н. е.);
- Класичний (V–IV ст. до н. е.);
- Елліністичний (друга половина IV — середина I ст. до н. е.).

## Загальна характеристика
Ця доба відрізняється від попередніх і наступних спільними та сталими культурними традиціями, а з початку I століття, внаслідок розширення Римської імперії, також і політичною та культурною цілісністю.
У більш вузькому розумінні античністю вважають історію стародавньої (архаїчної) та класичної Греції, еллінізму та Римської імперії (але лише доби республіки, принципату та домінату).
У ширшому розумінні античність включає також історію Єгипту, Межиріччя, Сирії, Персії та Малої Азії починаючи із започаткування писемності (близько 3500 р. до н. е.).
Крито-мікенська цивілізація вважається передпочатком античності.
Давньогрецька й римська літератури є складовими античності. Хронологічно антична література охоплює приблизно VIII ст. до н. е. — V ст. н. е., тобто понад тисячоліття. Давньогрецька література розвивалася самостійно, не спираючись безпосередньо на досвід інших літератур.
Антична література поклала початок теорії стилю, з'явились розмаїті художні форми і стилістичні засоби; почався розвиток таких літературних жанрів, як комедія, трагедія, ода, елегія, поема. Прийнято вирізняти чотири етапи розвитку літератури: архаїчний, класичний, елліністичний і римський.

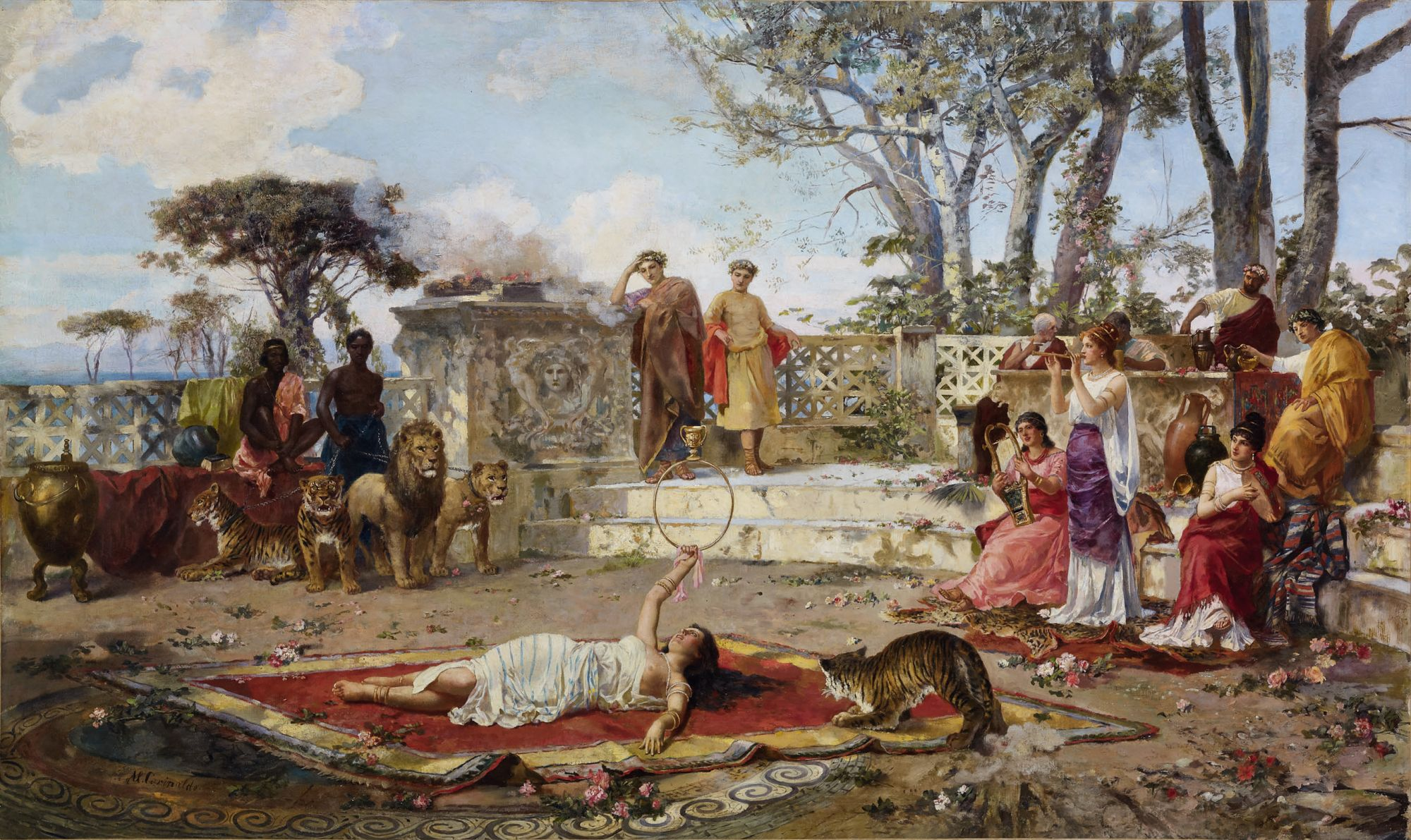
Антична сцена

У легендах і міфах Стародавньої Греції (Еллади) і Риму присутні Зевс (Юпітер), Гера (Юнона), усі «Олімпійці», Прометей, Ікар, Геракл, Орфей, гомерівські герої. У Давній Греції міфи стали основою скульптури, театру, літератури.
Центральне місце у творах античного мистецтва відводиться людині. У Давній Елладі ідеалом вважали людину досконалу фізично і духовно. Для римлян, що їхня культура розвивалася під впливом грецької, однією з найважливіших людських рис вважали любов до вітчизни. Давньоримська література досягла найвищого розвитку за часів Октавіана Августа, і саме цей період (кінець I ст. до н. е. — початок I ст. н. е.) називають «золотою добою» римської культури і літератури. Давньоримську літературу писали латиною, і тому саме вона «стала своєрідним містком, через який відбувся вплив культури Стародавньої Греції на новітню європейську літературу». Античність — колиска європейської культури. Грецька й римська літератури як складові античної літератури.
Творчість античних авторів і в науці, і в мистецтві — людина, її фізичне й духовне життя. Ідеал – людина досконала фізично і духовно. Боги у греків були настільки «олюднені», що мали всі, властиві людині вади — глупота, жадібність, ненажерливість та ін. Через це грецьке мистецтво, що ґрунтувалося на міфології та наділяло сили природи рисами притаманними живим істотам, фактично було доволі реалістичним по суті. Отже, європейське мистецтво від свого зародження в епоху Античності було зосереджено на зображенні образу людини. Перші твори мистецтва, де була б показана природа без людини (пейзаж) з’явилися аж в XVII ст.
Далі європейський театр і література постійно опрацьовували античні сюжети; відтворювали цілі п’єси; перекладали античні романи і наслідуючи їм писали нові; на основі античних образів і сюжетів створювали нові твори.

## Політичне відродження
У політиці пізньоримське уявлення про Імперію як універсальну державу, керовану одним верховним божественно призначеним правителем, об'єднану з християнством як універсальною релігією, очолюваною також верховним патріархом, виявилося дуже впливовим, навіть після зникнення імперської влади на заході. Ця тенденція досягла свого максимуму, коли Карл Великий був коронований як «Римський Імператор» у 800 році, акт, який призвів до формування Священної Римської імперії. Поняття про те, що імператор є монархом, який стоїть вище короля, датується саме цим періодом. У цьому політичному ідеалі завжди мала існувати Римська імперія, держава, юрисдикція якої поширювалася на весь цивілізований західний світ. 
Ця модель продовжувала існувати в Константинополі протягом усього Середньовіччя, де Візантійський імператор вважався сувереном усього християнського світу. Патріарх Константинопольський був найвищим церковним ієрархом імперії, але навіть він підпорядковувався імператору, який був «Намісником Бога на Землі». Грекомовні візантійці та їхні нащадки продовжували називати себе «ромеями» до створення нової грецької держави в 1832 році. 
Незважаючи на те, що західна римська світська влада повністю зникла в Європі, вона все ж залишила сліди. Папство і Католицька церква зокрема зберігали латинську мову, культуру та писемність протягом століть; до сьогодні пап називають Pontifex Maximus, що в класичний період було титулом імператора, а ідеал християнського світу продовжував спадщину об'єднаної європейської цивілізації навіть після того, як її політична єдність припинилася. 
Політична ідея імператора на Заході, що відповідав би імператору на Сході, продовжувала існувати після падіння Західної Римської імперії; вона була відроджена коронацією Карла Великого у 800 році; самопроголошена Священна Римська імперія правила центральною Європою до 1806 року. Ренесансна ідея про те, що класичні римські чесноти були втрачені внаслідок середньовіччя, була особливо потужною в європейській політиці XVIII і XIX століть. Шанування римського республіканізму було сильним серед батьків-засновників США та латиноамериканських революціонерів; американці описували свій новий уряд як республіку (від res publica) і дали йому Сенат і Президента (ще один латинський термін), замість того, щоб використовувати доступні англійські терміни, як commonwealth чи parliament. Подібним чином у революційній та наполеонівській Франції республіканізм та римські військові чесноти пропагувалися державою, що можна побачити в архітектурі Пантеону, Тріумфальної арки та картинах Жака-Луї Давіда. Під час революції Франція перейшла від королівства до республіки, до диктатури, до імперії (разом з імперськими орлами), що римляни пережили століттями раніше.

## Культурна спадщина

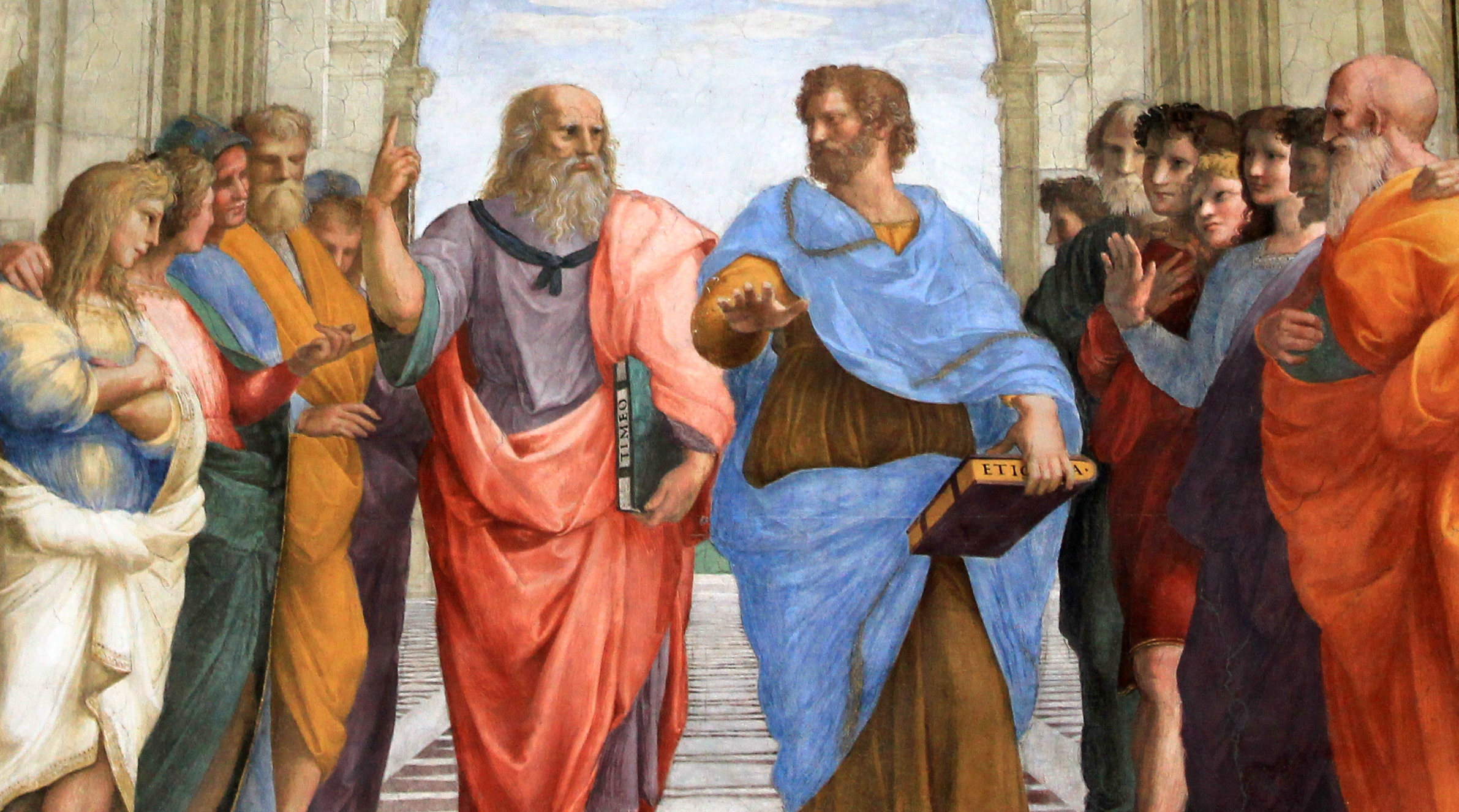
Платон і Арістотель ходять і сперечаються. Деталь з картини Рафаеля Афінська школа (1509–1511).

«Класична античність» - це загальний термін для тривалого періоду культурної історії. Такий широкий зріз історії та території охоплює багато досить різних культур та періодів. «Класична античність» часто відноситься до ідеалізованого бачення пізнішими людьми того, що було, за словами Едгара Аллана По, «славою, що була Грецією, величчю, що була Римом!» Протягом XVIII та XIX століть нашої ери повага до класичної античності була набагато більшою в Європі та Сполучених Штатах, ніж зараз. Повага до древніх народів Греції та Риму вплинула на політику, філософію, скульптуру, літературу, театр, освіту, архітектуру та сексуальність. Епічна поезія латинською мовою продовжувала писатися та поширюватися аж до XIX століття. Джон Мільтон і навіть Артюр Рембо отримали свою першу поетичну освіту латиною. Жанри, як-от епічна поезія, пасторальна поезія та часте використання персонажів і тем з грецької міфології, значно вплинули на західну літературу. В архітектурі було кілька грецьких відроджень, які, як видається в ретроспективі, були натхненні більше римською архітектурою, ніж грецькою. У Вашингтоні є багато великих мармурових будівель з фасадами, що нагадують грецькі храми, з колонами, побудованими в класичних ордерах архітектури. Філософія Томи Аквінського значною мірою походила від філософії Арістотеля, незважаючи на проміжну зміну релігії з елліністичного політеїзму на християнство. Грецькі та римські авторитети, такі як Гіппократ і Гален, формували основу практики медицини навіть довше, ніж грецька думка переважала у філософії. У французькому театрі драматурги, такі як Мольєр і Расін, писали п'єси на міфологічні або класичні історичні теми та підпорядковували їх суворим правилам класичних єдностей, виведених з Арістотелевої Поетики. Бажання танцювати у манері, що нібито нагадувала манеру древніх греків, спонукало Айседору Дункан створити свій різновид балету.